# Last Dance
Last Dance från 2014 är ett duoalbum med pianisten Keith Jarrett och basisten Charlie Haden. Spår 7 och 9 är alternativa tagningar av låtar som finns med på albumet Jasmine.

## Låtlista
1. My Old Flame (Arthur Johnston/Sam Coslow) – 10:21
2. My Ship (Kurt Weill/Ira Gershwin) – 9:38
3. 'Round Midnight (Thelonious Monk/Cootie Williams) – 9:34
4. Dance of the Infidels (Bud Powell) – 4:25
5. It Might As Well Be Spring (Richard Rodgers/Oscar Hammerstein) – 11:55
6. Everything Happens to Me (Matt Dennis/Thomas Adair) – 7:15
7. Where Can I Go Without You (Victor Young/Peggy Lee) – 9:32
8. Every Time We Say Goodbye (Cole Porter) – 4:26
9. Goodbye (Gordon Jenkins) – 9:04

## Medverkande
- Keith Jarrett – piano
- Charlie Haden – bas

## Mottagande
Skivan fick ett gott mottagande när den kom ut med ett snitt på 4,4/5 baserat på tre recensioner.